# 海燕出版社
海燕出版社是中华人民共和国的一家出版社，1982年11月成立，社址位于河南省郑州市。主要出版少年儿童读物。